# 펼침
범주론에서 펼침(영어: span 스팬[*])은 범주 속의, 같은 정의역을 갖는 사상의 순서쌍이다.

## 정의
범주 {\displaystyle {\mathcal {C}}}가 모든 밂을 갖는다고 하자.
{\displaystyle {\mathcal {C}}} 속의 펼침은 같은 정의역을 갖는 두 사상이다. 즉, 다음과 같은 꼴이다.
{\displaystyle X{\overset {f}{\leftarrow }}Z{\overset {g}{\to }}Y}
{\displaystyle {\mathcal {C}}} 속의 두 펼침 {\displaystyle X\leftarrow U\to Y}, {\displaystyle Y\leftarrow V\to Z}의 합성은 다음과 같이 밂으로 정의되는 펼침 {\displaystyle X\leftarrow U\times _{Y}V\to Z}이다.
{\displaystyle {\begin{matrix}&&&&U\times _{Y}V\\&&&\swarrow &&\searrow \\&&U&&&&V\\&\swarrow &&\searrow &&\swarrow &&\searrow \\X&&&&Y&&&&Z\end{matrix}}}
(물론, 이러한 밂은 유일하지 않다. 따라서, 선택 공리를 사용하여 이들을 골라야 한다.)
이렇게 임의로 모든 밂들을 골랐을 때, {\displaystyle {\mathcal {C}}}와 같은 대상을 가지며, 펼침을 사상으로 갖는 범주 {\displaystyle \operatorname {Span} ({\mathcal {C}})}를 정의할 수 있다.
{\displaystyle {\mathcal {C}}^{\operatorname {op} }}의 펼침은 쌍대펼침(雙對-, 영어: cospan)이라고 한다.

## 같이 보기
- 이항 관계
- 당김 (범주론)
- 밂 (범주론)
- 보충 경계